# Vaudeville-le-Haut
Vaudeville-le-Haut ist eine französische Gemeinde mit 49 Einwohnern (Stand 1. Januar 2022) im Département Meuse in der Region Grand Est (bis 2015 Lothringen); sie gehört zum Arrondissement Commercy, zum Gemeindeverband Portes de Meuse und zum Kanton Ligny-en-Barrois. Die Bewohner nennen sich Vaudevillois/Vaudevilloises.

## Geografie
Vaudeville-le-Haut liegt rund 50 Kilometer südwestlich von Nancy ganz im Süden des Départements Meuse an der Grenze zum Département Vosges. Weite Teile des Gemeindegebiets sind bewaldet (Bois de Baconvaux, Bois de Vaudeville, La Cumine).
Nachbargemeinden sind Vouthon-Haut im Norden, Les Roises im Osten, Seraumont und Chermisey (beide im Département Vosges) im Süden, Avranville (im Département Vosges) im Südwesten, Dainville-Bertheléville im Westen sowie Gondrecourt-le-Château im Nordwesten.

## Geschichte
Wie alle Orte der Gegend litt Vaudeville-le-Haut im Mittelalter unter Konflikten. Die schlimmsten Verwüstungen richteten der Hundertjährige Krieg und der Dreißigjährige Krieg an. Der Name der heutigen Gemeinde wurde bereits im Jahr 965 unter dem Namen Woldesinguesilla/Woldesingesvilla erstmals in einem Dokument erwähnt. Im Mittelalter gehörte die Gemeinde zur Barrois mouvant und war Teil der Champagne. Sie unterstand der Kastlanei Bassigny in der Bailliage Chaumont. Vaudeville-le-Haut gehörte von 1793 bis 1801 zum District Gondrecourt. Von 1793 bis 1801 lag sie im Kanton Goussaincourt. Von 1801 bis 2015 war Vaudeville-le-Haut Teil des Kantons Gondrecourt-le-Château. Die Gemeinde ist seit 1801 dem Arrondissement Commercy zugeteilt.

## Bevölkerungsentwicklung
Wegen seiner Abgeschiedenheit war die Landflucht wie in vielen kleinen Gemeinden Frankreichs ausgeprägt. Die Einwohnerschaft schrumpfte vom Höchststand 1851 bis 1982 um 81,4 Prozent.
| Jahr                       | 1962 | 1968 | 1975 | 1982 | 1990 | 1999 | 2006 | 2011 | 2019 |
| Einwohner                  | 57   | 64   | 53   | 52   | 52   | 54   | 65   | 66   | 53   |
| Quellen: Cassini und INSEE |      |      |      |      |      |      |      |      |      |

## Sehenswürdigkeiten
- Kirche Saint-Pierre
- Denkmal für die Gefallenen auf dem Dorffriedhof[1]
- Wegkreuz im Dorfzentrum
- Waschhaus (Lavoir) östlich des Dorfs
- ehemalige Mühle am Ruisseau du Moulin
- ehemaliger Friedhof für Choleraopfer

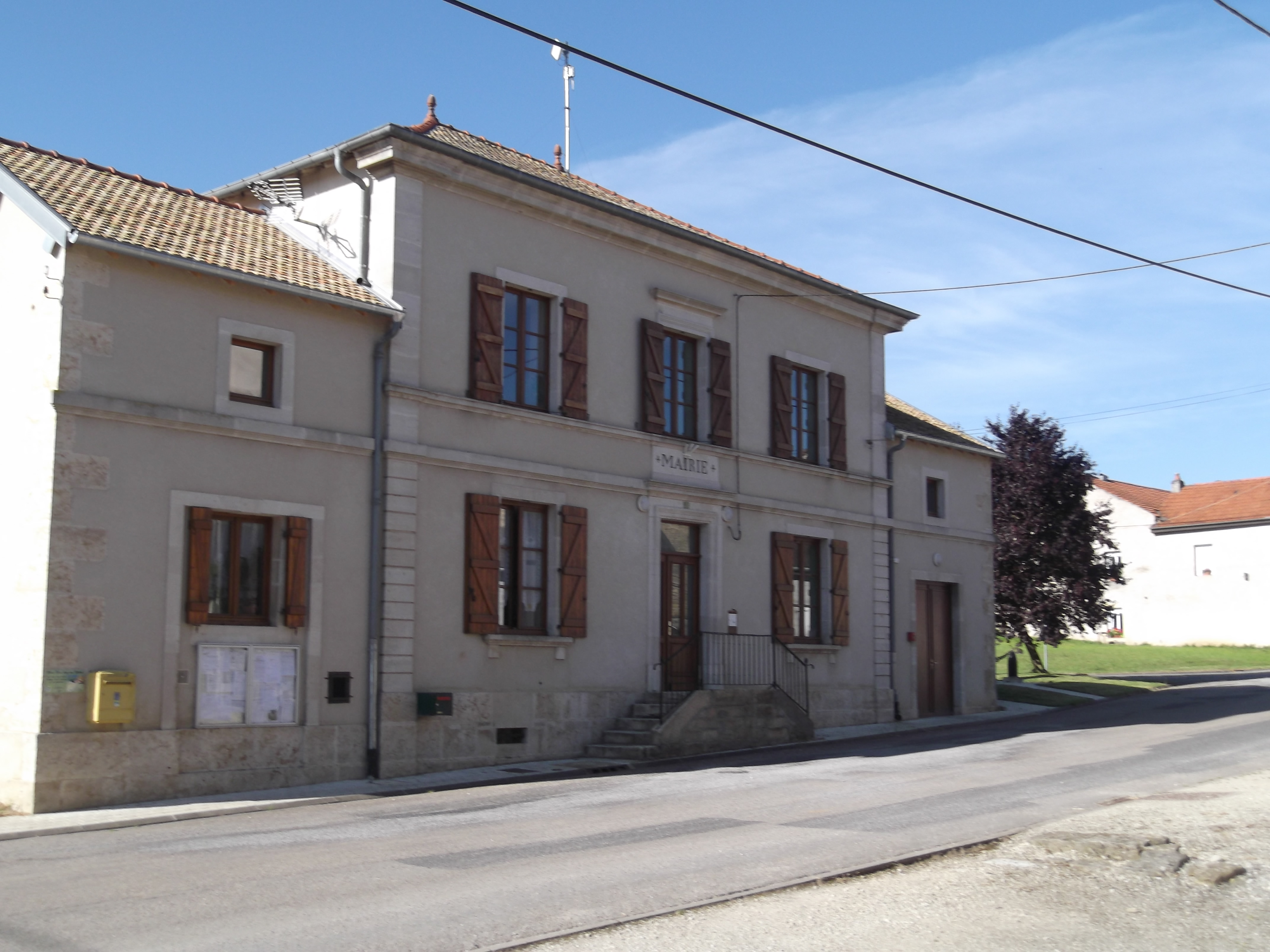
Rathaus (Mairie)
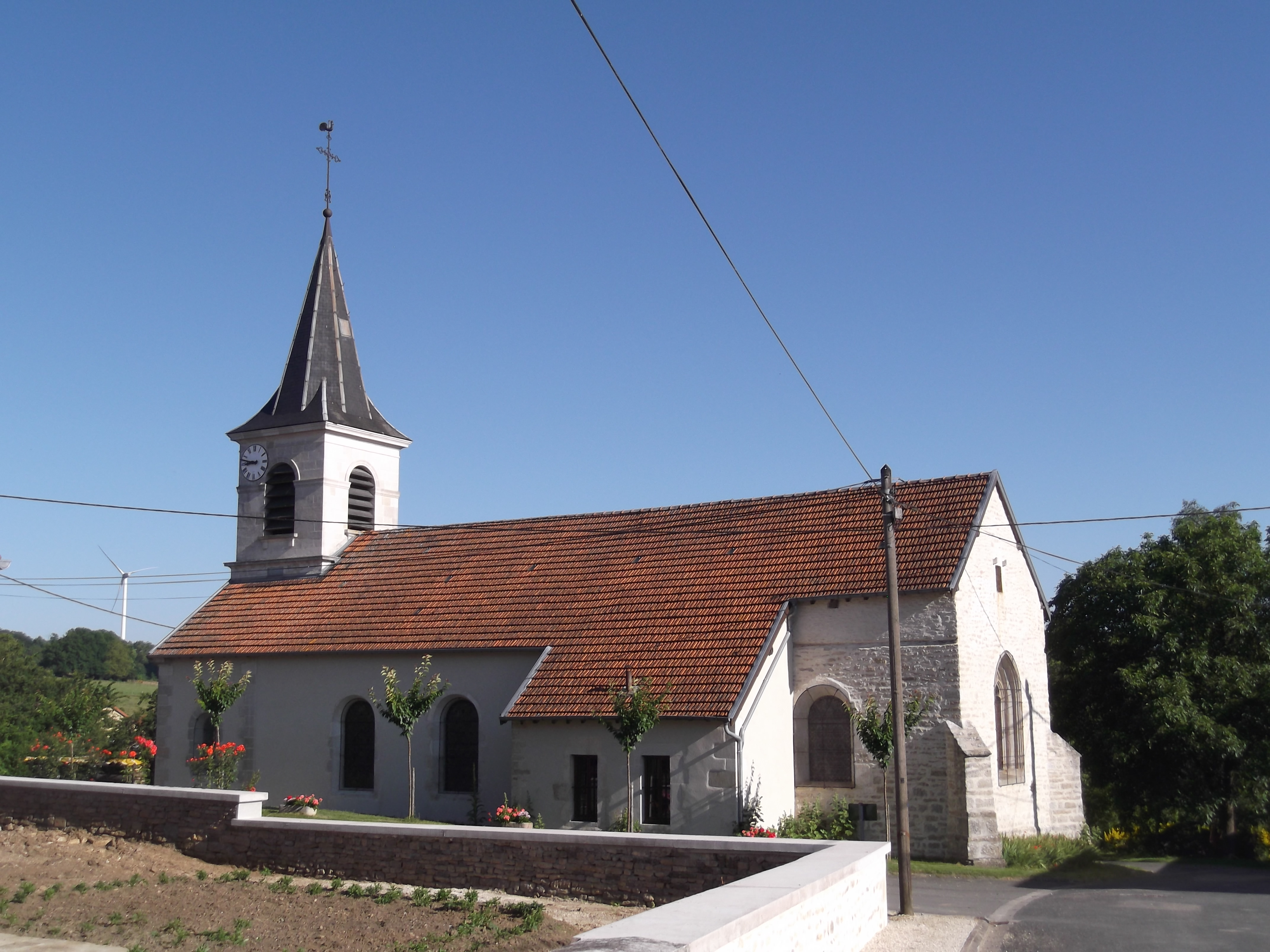
Kirche Saint-Pierre
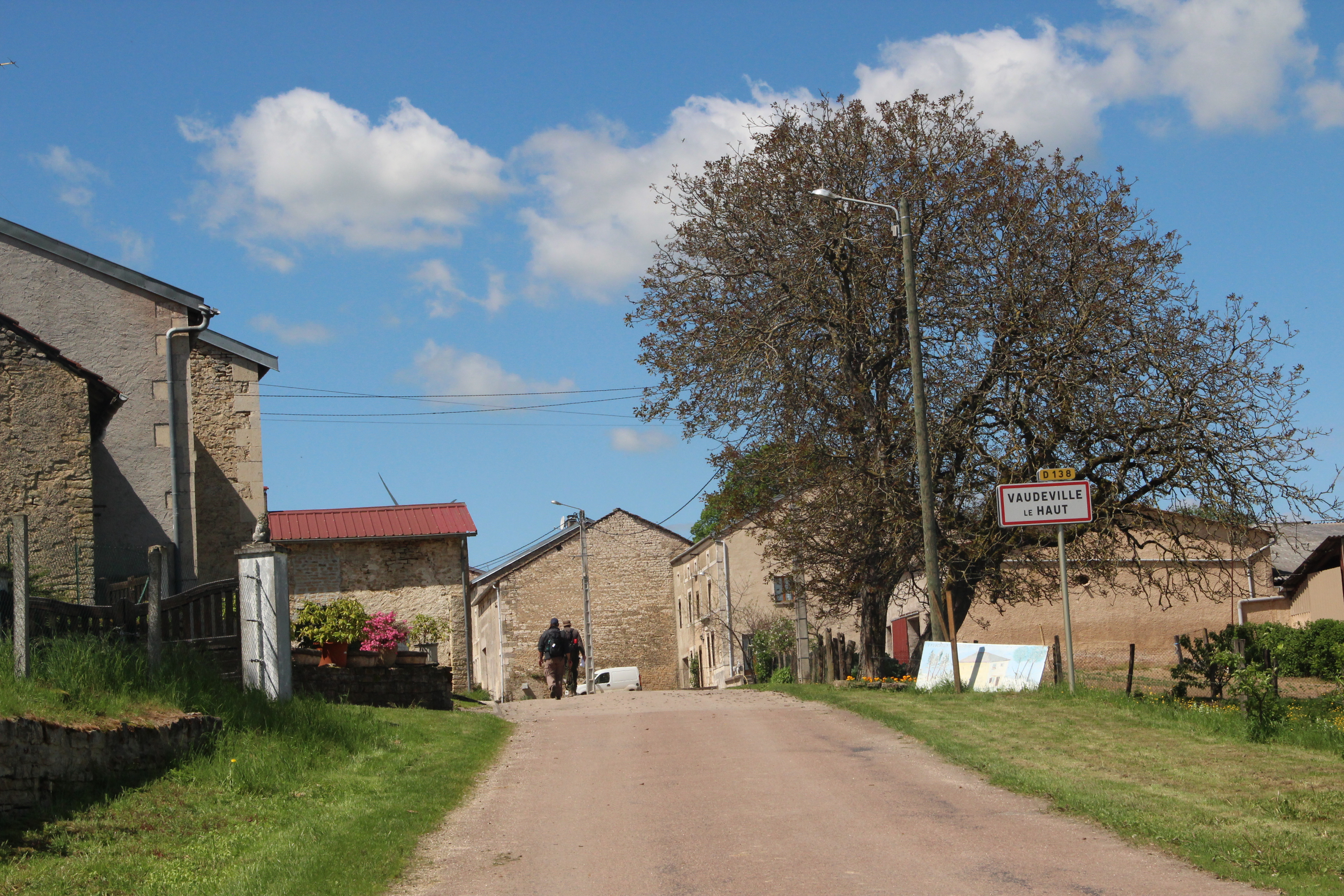
Ortseingang
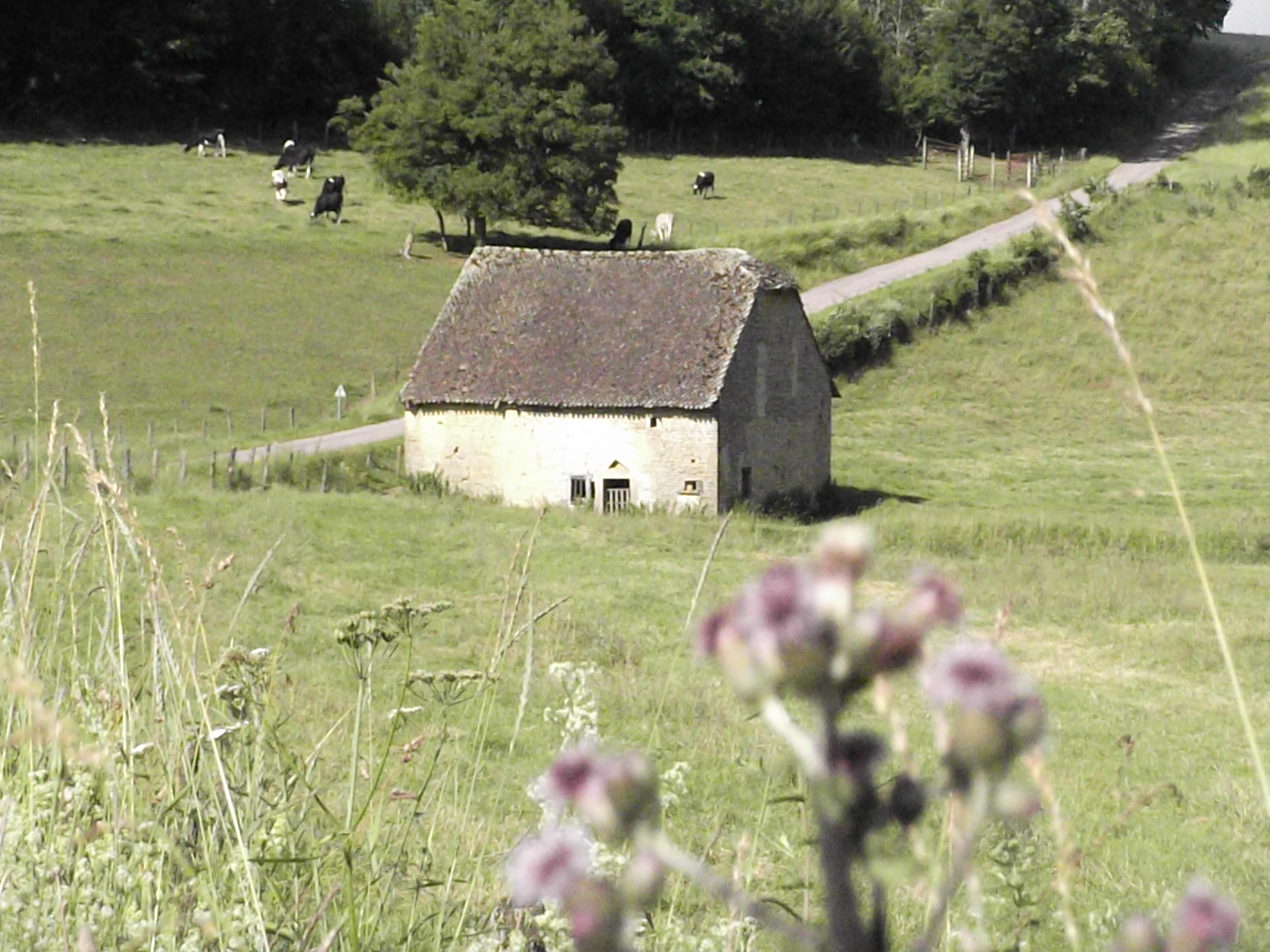
Ehemalige Mühle am Ruisseau du Moulin

## Verkehr
Die Gemeinde befindet weitab von überregionalen Verkehrswegen. Für den regionalen Verkehr sind die D138 und die D164 wichtig.
Nächstgelegene Haltestelle an einer Bahnlinie ist Neufchâteau im Département Vosges in rund 12 Kilometer Entfernung.